# Municipio de Somerset (Ohio)
El municipio de Somerset (en inglés: Somerset Township) es un municipio ubicado en el condado de Belmont en el estado estadounidense de Ohio. En el año 2010 tenía una población de 1245 habitantes y una densidad poblacional de 13,82 personas por km².

## Geografía
El municipio de Somerset se encuentra ubicado en las coordenadas 39°54′19″N 81°11′0″O / 39.90528, -81.18333. Según la Oficina del Censo de los Estados Unidos, el municipio tiene una superficie total de 90.11 km², de la cual 89,47 km² corresponden a tierra firme y (0,71 %) 0,64 km² es agua.

## Demografía
Según el censo de 2010, había 1245 personas residiendo en el municipio de Somerset. La densidad de población era de 13,82 hab./km². De los 1245 habitantes, el municipio de Somerset estaba compuesto por el 98,15 % blancos, el 0,48 % eran afroamericanos y el 1,37 % eran de una mezcla de razas. Del total de la población el 0,08 % eran hispanos o latinos de cualquier raza.